# 網體蝨蚜
網體蝨蚜（学名：Reticulaphis fici）为扁蚜科網胸蝨蚜屬下的一个种。